# 钋化铅
钋化铅，化学式 PbPo ，是铅的钋化物。

## 制备
钋化铅可以由钋蒸汽和铅在真空下反应而成。

## 性质
钋化铅的晶体结构和碲化铅一样，都是氯化钠结构。它是立方晶系的，空间群 Fm3m (No. 225)，晶格参数 a = 6.59 Å。